# Don Rickles
Donald Jay "Don" Rickles (8. maj 1926 - 6. april 2017) var en amerikansk skuespiller og komiker. Han var kendt som stemmen bag Mr. Potato Head i Toy Story.